# Паспорт гражданина Чешской Республики

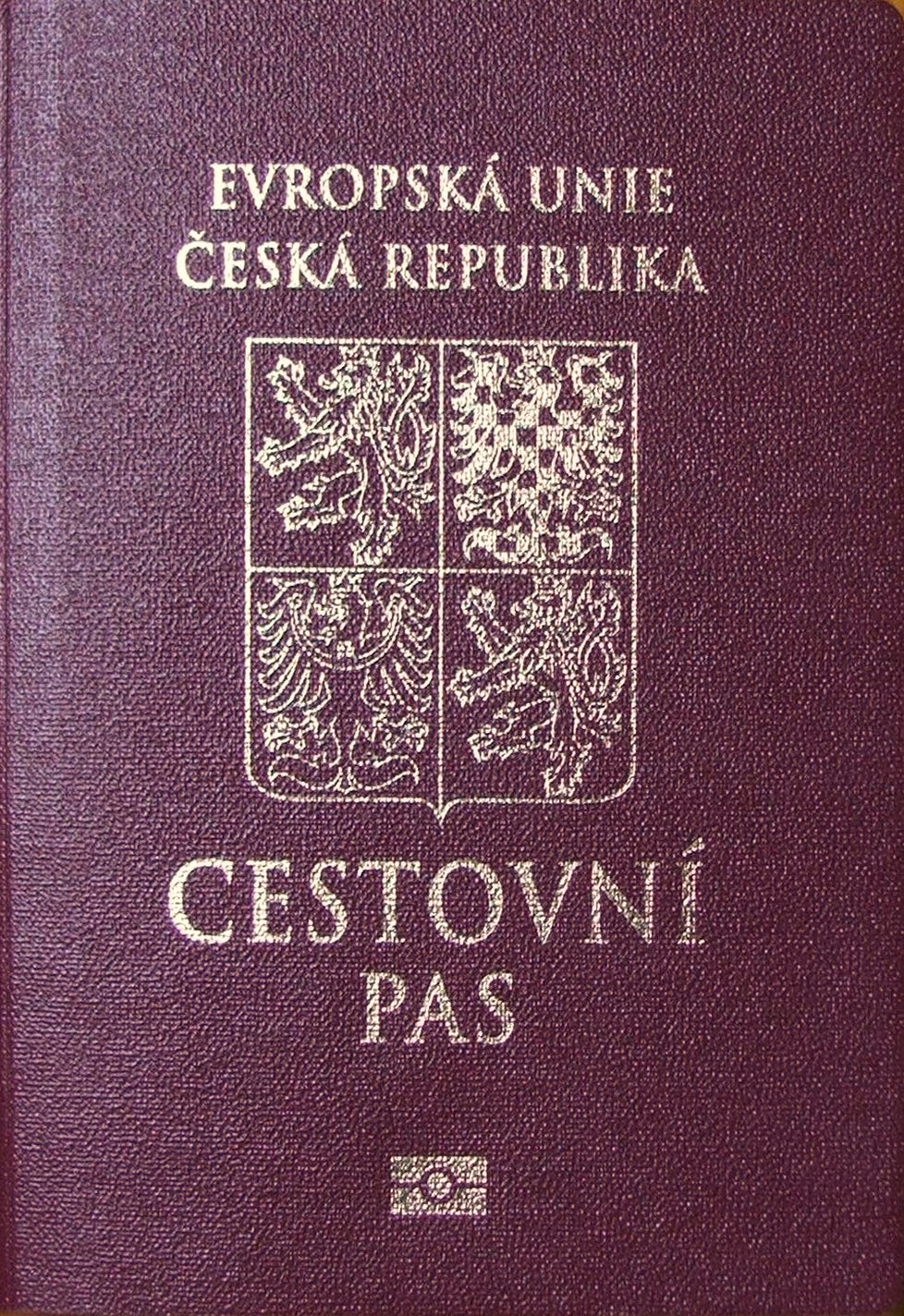
Передняя обложка биометрического паспорта Чешской Республики

Паспорт гражданина Чешской Республики — основной документ, удостоверяющий гражданство, а также документ для международных поездок; выдаётся гражданам в любом возрасте. Вместе с национальным удостоверением личности даёт право передвижения и проживания в любом из государств Европейского союза и Европейской ассоциации свободной торговли.
Паспорт выдается муниципалитетом, документ остается в собственности Чешской Республики и может быть аннулирован в любое время. Граждане могут иметь несколько паспортов одновременно. Несовершеннолетние дети могут быть вписаны в паспорт.

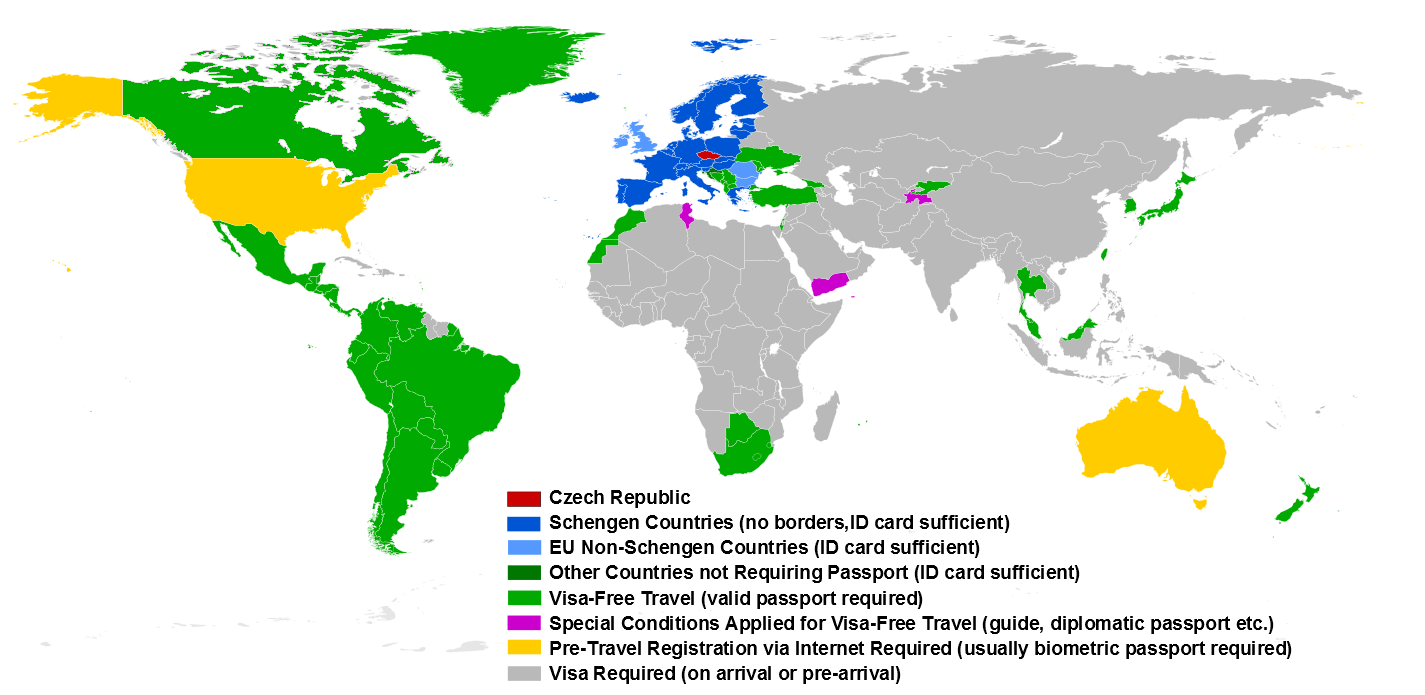
На карте показаны страны, не требующие получения визы для чешских граждан

## Внешний вид
В соответствии со стандартным дизайном, применяемым в Евросоюзе, паспорт Чешской республики бордового цвета, в центре передней обложки украшенный гербом Чехии. Над гербом написаны слова «EVROPSKÁ UNIE» (Европейский союз) и «ČESKÁ REPUBLIKA» (Чешская Республика), ниже герба расположена надпись «CESTOVNÍ PAS» (Паспорт). Все паспорта имеют стандартный биометрический символ внизу по центру.

## Страница информации о владельце
- Фотография владельца
- Тип (P для обычных паспортов)
- Код выдавшего государства (CZE)
- Номер паспорта
- (1) Фамилия
- (2) Имя
- (3) Национальность (Česká republika/Czech Republic)
- (4) Дата рождения
- (5) Пол
- (6) Место рождения
- (7) Дата выдачи
- (8) Дата истечения срока действия
- (9) Орган, выдавший паспорт
- (10) Подпись владельца
- (11) Персональный номер

Страница информации о владельце заканчивается зоной машиночитаемого кода, начинающегося с P<CZE.

## Замечания
Паспорта содержат обращения от министра или другого должностного лица, адресованные властям всех других государств, идентифицирующим предъявителя как гражданина этого государства. В заметках внутри чешского государственного паспорта содержится следующий текст:
Držitel českého cestovního pasu je pod ochranou České republiky. Všichni, jichž se to může týkat, se žádají, aby v případě potřeby poskytli držiteli tohoto pasu nezbytnou pomoc a ochranu podle mezinárodního práva.
Что в переводе означает:
Владелец чешского паспорта находится под защитой Чешской Республики. Всем тем, кого это может касаться, настоящим предлагается, в случае необходимости, оказывать владельцу этого паспорта необходимую помощь и защиту в соответствии с международным правом.

## Языки
Каждая подпись в паспорте пронумерована и приведена на чешском, английском и французском языках. На последних двух страницах паспорта эти подписи переведены на двадцати трех официальных языках Европейского союза и на русском.